# 伦理困境
伦理困境也被称为道德悖论，是指陷于道德命令之间的明显冲突，如果遵守其中一项，就将违犯另一项的情形。此情況下無論如何作為都可能與自身價值觀及道德觀有冲突。
比较著名的有有轨电车难题。伦理困境的形式化表示為如下：
1. A是道德上必須做的。
2. B也是道德上必須做的。
3. 不過，我不能同時做A和B。

## 現實例子
1. 道德衝突是指同时要求實踐多种道德的困境。對於企業來說，利润最大化是行為目標及原則，但社會要求企業承擔更多社會責任。[2]
2. 歷史上難辨別是非善惡的行為，如以戰爭作為達到和平的手段。

## 道德思想實驗
- 有軌電車難題
- 定时炸弹
- 卡涅阿德斯船板
- 漢斯偷藥 （亦称海因茨偷药）
- 救生艇伦理